# Guy Erwin

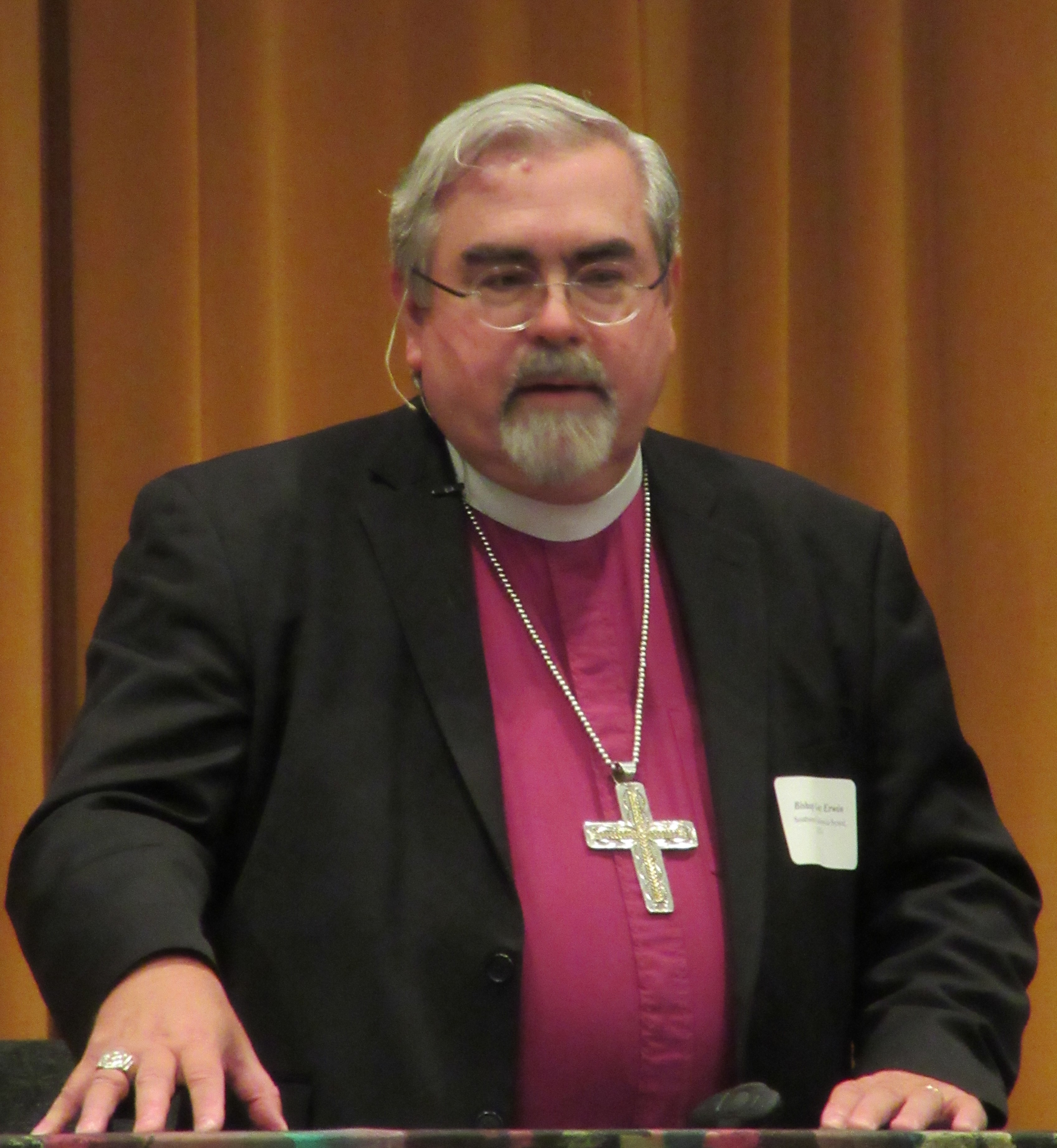
Bischof Guy Erwin (2016)

Robert Guy Erwin (* 1958 in Pawhuska, Oklahoma) ist ein US-amerikanischer evangelisch-lutherischer Theologe und ehemaliger Bischof.

## Leben
Erwin studierte an der Harvard University und der Yale University und erwarb einen Bachelor-Abschluss und zwei Master-Abschlüsse sowie einen Doktortitel. Von 1993 bis 1999 lehrte er Geschichte und Theologie an der Yale Divinity School. Ab 2000 war er als Professor für lutherische Theologie und Kirchengeschichte an der California Lutheran University in Thousand Oaks tätig. 2008 wurde er in die Kommission für Glauben und Kirchenverfassung des Ökumenischen Rates berufen. Obwohl er schon ab 1986 nebenamtlich als parish associate in einer lutherischen Gemeinde in New Haven (Connecticut) tätig gewesen war, konnte er aufgrund seiner sexuellen Orientierung erst 2011 ordiniert werden.
Im Mai 2013 wurde Erwin von der Synode von Südwest-Kalifornien (Southwest California Synod) für eine sechsjährige Amtszeit als Bischof der Evangelisch-Lutherischen Kirche in Amerika gewählt.
Erwin ist seit August 2013 verheiratet mit Rob Flynn, mit dem er seit 1994 in einer gleichgeschlechtlichen Beziehung lebte. Erwin ist nicht nur, als Osage, der erste indigene US-Amerikaner, sondern auch der erste offen homosexuell lebende Bischof der ELCA.
2020 wurde Erwin Präsident des United Lutheran Seminary (Philadelphia und Gettysburg). Er erhielt auch den Ministerium-von-Pennsylvanien-Lehrstuhl für Reformationsgeschichte.

## Werke
- The Passion and Death of Christ in the Piety and Theology of the Later Middle Ages and Martin Luther. Yale University 1999